# Unión Revolucionaria
Unión Revolucionaria (UR) fue un partido político peruano nacionalista fundado por Luis Miguel Sánchez Cerro en 1931. Gobernó junto con él luego de ganar las elecciones de 1931. Tras su muerte, en 1933, fue dirigido por Luis Alberto Flores Medina y devino en partido abiertamente fascista.
Se caracterizaba por su nacionalismo y oposición al liberalismo y el comunismo, y, en particular, al APRA, a quienes consideraban enemigos mortales y autores del asesinato de su líder fundador, Sánchez Cerro. Difundían también una fuerte xenofobia contra los inmigrantes japoneses en Perú y también contra los inmigrantes chinos. Siguiendo el modelo mussoliniano, proponían una sociedad corporativa y totalitaria. Recibió el apoyo clerical hasta 1933.

## Historia

### El Partido Unión Revolucionaria en el gobierno (1931-1933)

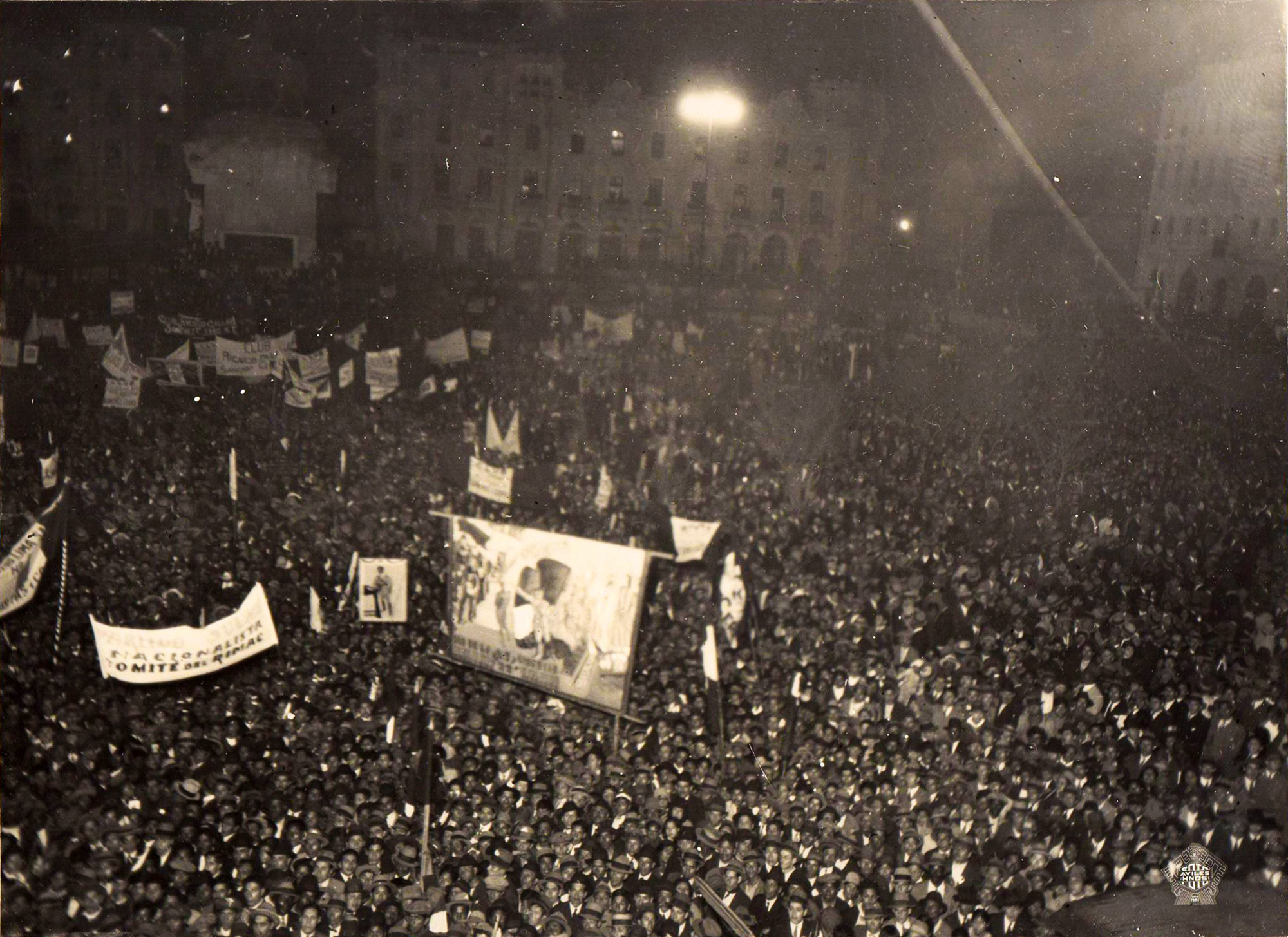
Mitín electoral del partido Unión Revolucionaria en Plaza San Martín, para las elecciones presidenciales de 1931.

Sin un programa político claramente definido, el militar Luis Sánchez Cerro llegó a la presidencia del Perú por la vía de las elecciones en 1931. Obtuvo, por un lado, el apoyo de las masas populares que se identificaron con su procedencia humilde, el color cobrizo de su piel, su léxico populista y sus rasgos autoritarios. Los grupos oligárquicos también le dieron su apoyo al verlo como una alternativa para cerrar el paso a las reformas radicales propuestas por el APRA.
Durante su breve gobierno de 16 meses, Sánchez Cerro siguió una política populista y autoritaria de represión contra sus opositores del APRA, la cual fue llevada a cabo por su ministro de gobierno, Luis Alberto Flores, futuro líder del Partido Unión Revolucionaria. A través de la denominada ley de emergencia, que autorizaba al gobierno a tomar medidas contra los derechos civiles, fueron fusilados 8 marineros acusados de subversión, los parlamentarios apristas fueron desaforados del Congreso y tuvieron que exiliarse, mientras que muchos militantes apristas comunes fueron perseguidos y apresados, incluyendo a su líder Víctor Raúl Haya de la Torre. Estas medidas fueron avaladas por los miembros del partido (llamados “urristas” por las siglas UR), quienes las justificaron como necesarias para "salvar el orden de la nación".
Producto de esta política surgió en julio de 1932 una rebelión armada de militantes apristas en la ciudad de Trujillo que fue sofocada sangrientamente por el ejército. El enfrentamiento violento entre ambos bandos terminó con el asesinato de Sánchez Cerro por un estudiante aprista en el Hipódromo de Santa Beatriz, el 30 de abril de 1933.
Tras su muerte, la UR sufrió una escisión y se formó el "Partido Nacionalista", liderado por Clemente Revilla, que apoyó al gobierno del sucesor de Sánchez Cerro, el general Óscar Raimundo Benavides. La dirección de la "Unión Revolucionaria" cayó entonces en manos del exministro de gobierno Luis Alberto Flores, quien radicalizó la propuesta de la Unión Revolucionaria y lo convirtió en un partido plenamente fascista.

### Desarrollo y expansión (1933-1936)

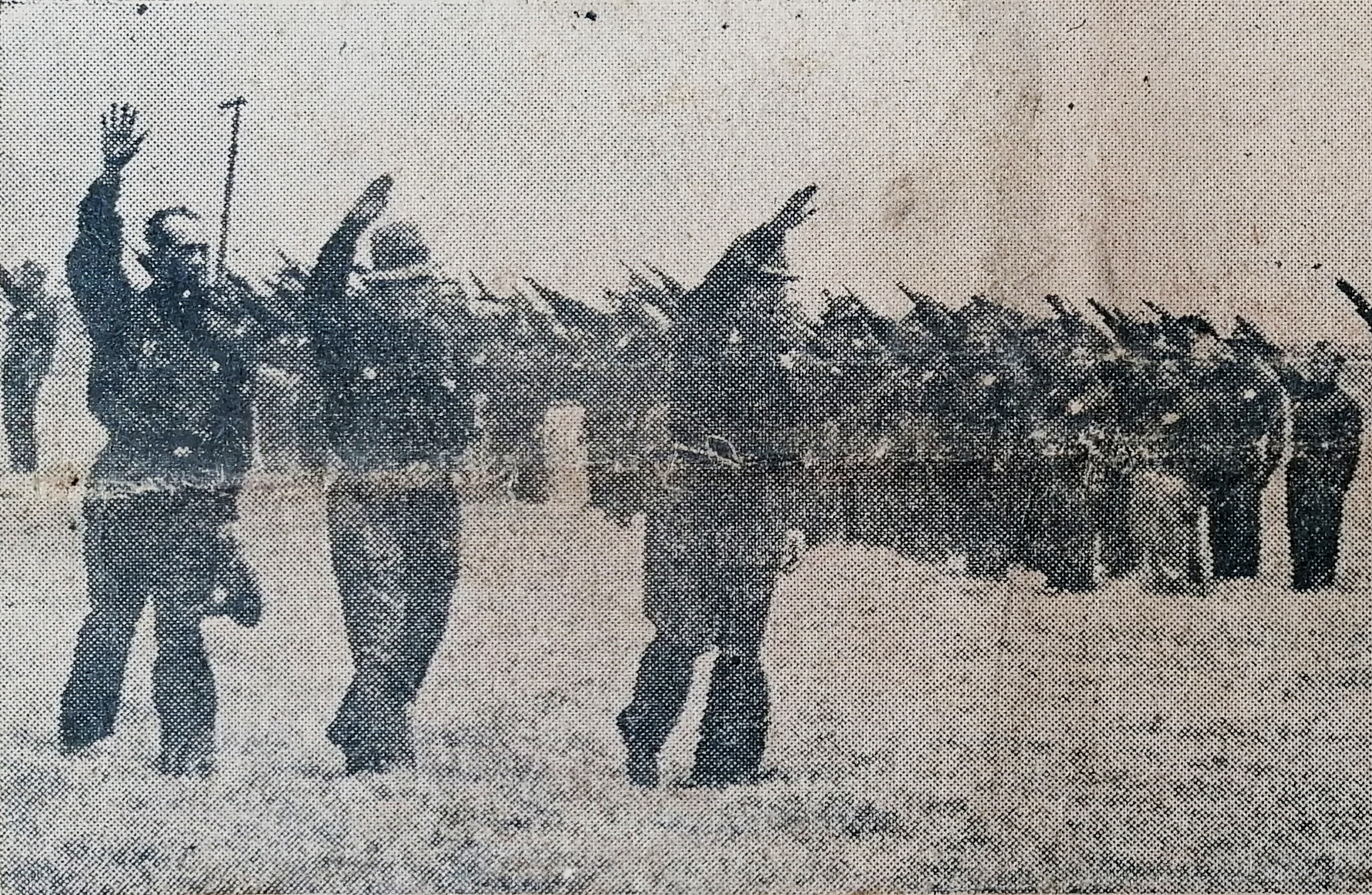
El jefe de la Unión Revolucionaria Dr. Luis A. Flores, revistando el primer cuerpo de clases de las milicias de camisas negras de la U.R. en el campo de Limatambo (1934).

De 1933 a 1936, el Partido Unión Revolucionaria difundió su discurso fascista, influido fuertemente por la Italia fascista y las ideas de Benito Mussolini, de quien Flores era un ferviente admirador. A través de sus órganos de prensa (La Batalla, Acción, y Crisol) manifestaron su oposición al gobierno del general Oscar R. Benavides, el sucesor de Sánchez Cerro a quien consideraban traidor, y proclamaban al sistema fascista como el necesario para el desarrollo del país. También tenían cierta presencia en algunos sindicatos, aunque estos estaban mayormente identificados con el APRA.
A fines de 1933 se crea la Legión de Camisas Negras, conformada por la juventud de la UR. Era común por esos años verlos entrenar en Lima, en la playa La Herradura, o en las fincas de Limatambo en la periferia de la capital peruana, preparándose para el “combate” contra los apristas, a quienes llamaban despectivamente “aprocomunistas” o “búfalos”. El 4 de noviembre de 1933 estos camisas negras hacen su primera aparición en una ceremonia de homenaje en el mausoleo de Sánchez Cerro. El saludo fascista, con la mano diestra en alto, también fue adoptado por los camisas negras de la UR en esta especie de “fascismo criollo” dedicado a copiar gestos y apariencias mussolinianas.
Los “urristas” también contaban con una fuerte presencia femenina en sus filas, liderada por Yolanda Cocco. Aun así, entre las propuestas de la UR no figuraba la igualdad de derechos de la mujer, siendo que su rama femenina principalmente propugnaba una preservación de los valores tradicionales asignados a la mujer (aspecto también copiado del fascismo europeo). 
Los regímenes de Hitler y Mussolini contaban en Perú con muchos simpatizantes provenientes principalmente de los sectores oligárquicos, al menos hasta antes de la Segunda Guerra Mundial. Además, la personalidad carismática y caudillista de Sánchez Cerro le había ganado la aceptación de una gran parte del proletariado urbano y de la pequeña clase media, que no percibía peligro alguno en el fascismo de la UR y que por el contrario se identificaba con el origen pobre y mestizo de Sánchez Cerro. La prédica populista y nacionalista de la UR ganó aceptación entre estos núcleos de proletariado y clase media baja, que serían su principal apoyo. Hacia mediados de la década de 1930 el fascismo no era una ideología especialmente rechazada en el Perú pues el diario El Comercio e intelectuales como José de la Riva-Agüero y Osma y Felipe Sassone manifestaban su simpatía y aprobación hacia las políticas del fascismo europeo; el conservadurismo político hacía que los admiradores peruanos del fascismo pronto extendieran su adhesión a la  sublevación de Francisco Franco cuando estalló en julio de 1936 la guerra civil en España. 
Los postulados de la UR combinaban proteccionismo económico con el apoyo a una reforma agraria "gradual" y no completa, mientras propugnaban leyes sociales en favor de los trabajadores, combinando estos postulados con un marcado desprecio hacia la democracia representativa y una fuerte tendencia al autoritarismo. Otro rasgo típico de la UR fue su abierta promoción de la xenofobia en el Perú, dirigiéndola contra los inmigrantes de origen chino o japonés, a los que consideraban “genéticamente inferiores” a los cobrizo-hispanos y responsables del desempleo en el país.
Cabe destacar que el régimen autoritario de Óscar Raimundo Benavides también mostraba sus simpatías por el fascismo, llegando a contratar en 1935 una "misión policial italiana" destinada a reorganizar la policía de investigaciones de Perú. Siguiendo esta línea autoritaria, Benavides ilegalizó al APRA y al Partido Comunista por considerarlos “partidos internacionales” pero también persiguió a muchos “urristas”.

### Elecciones de 1936
En las elecciones de noviembre de 1936 la UR alcanzó cerca de un 29.1% de los votos frente al 37.1 % alcanzado por Luis Antonio Eguiguren, quien fue apoyado desde la clandestinidad por el aprismo. No es difícil suponer entonces que, si el APRA hubiera participado abiertamente en estas elecciones, el porcentaje de votos de Eguiguren hubiera sido mucho menor y las posibilidades de que la propuesta totalitaria del Partido Unión Revolucionaria llegara al poder habrían sido mayores.
Sin embargo, el presidente Óscar R. Benavides anuló las elecciones aduciendo el argumento de que la victoria de Eguiguren era "ilegítima" porque sus votos provenían de los militantes apristas ya proscritos. El Congreso de la República, subordinado a las decisiones del dictador, ratificó esta medida y se decidió prolongar el gobierno de Benavides hasta 1939. Ante ello los militantes de la UR intentaron una revuelta contra el gobierno con apoyo de algunos oficiales jóvenes del ejército; esta conspiración fue descubierta y el gobierno respondió con una dura persecución, equiparando a los líderes "urristas" con el resto de la oposición.

### Decadencia y extinción (1936-1960)

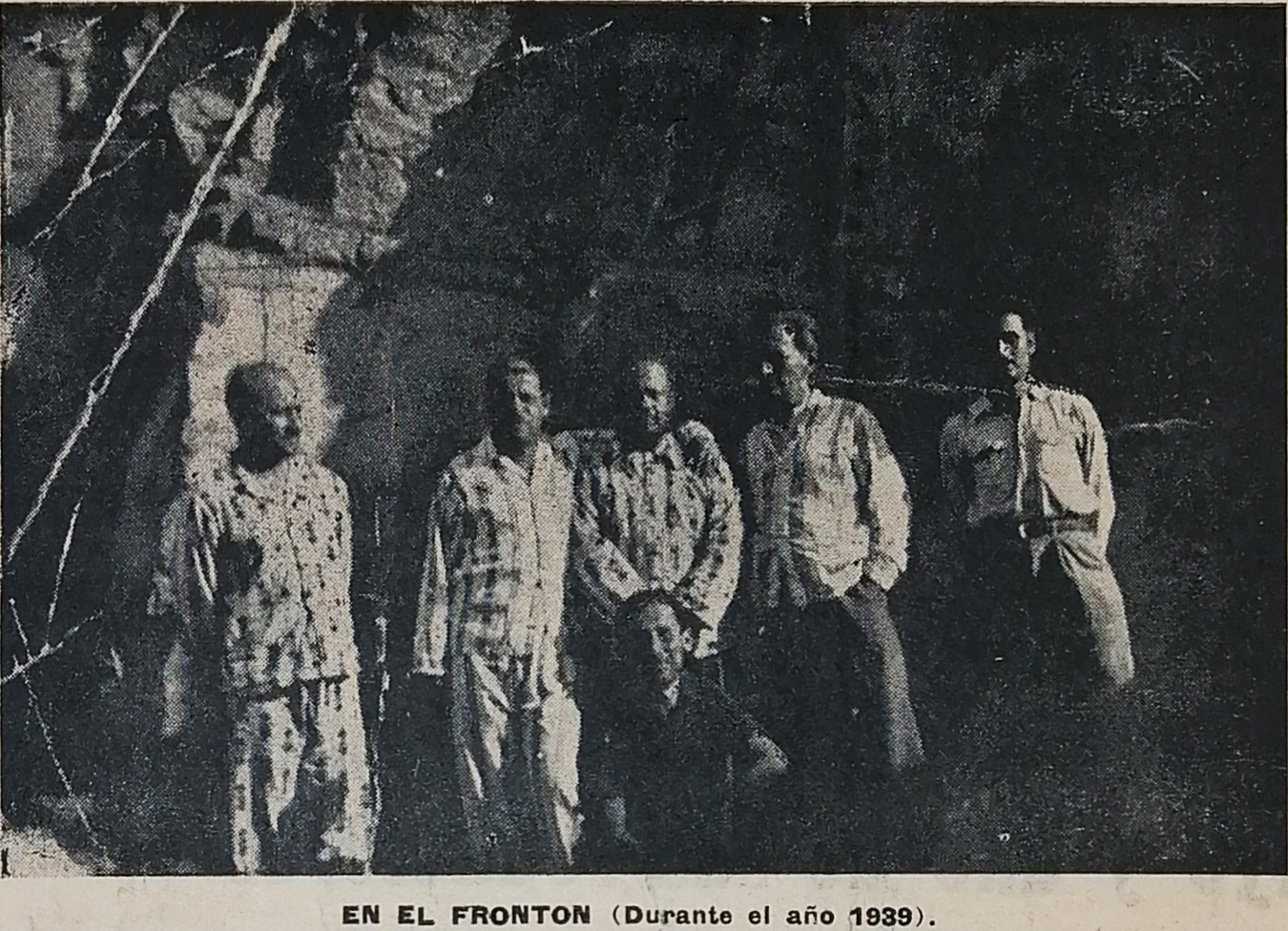
Urristas encarcelados en el penal El Frontón, durante la dictadura de Óscar R. Benavides (1933-1939). De izquierda a derecha: Sr. Macedo; Dr. Andrés Echevarría Maurtua; Ing. Isaac Castro Bulnes; (arrodillado) Sr. Quesada; Comandante Acha y el custodio del penal.

Luis Alberto Flores Medina y otros dirigentes del partido fueron deportados a Chile. Otros miembros destacados del movimiento fueron encarcelados. Ya sin la organización que gozó en sus inicios, la resistencia de los “urristas” contra el gobierno de Benavides fue menguando y en 1938 uno de sus dirigentes encarcelados, el militar retirado Cirilo Ortega, desconoció a Flores como líder del partido, ofreció su apoyo al régimen de Benavides y criticó la antigua línea de su partido.  
Antonio Rodríguez Ramírez planeó el golpe de Estado junto con el general Cirilo Ortega, jefe de unos grupos secesionistas de la Unión Revolucionaria. Aparentemente, contaba con el apoyo de diversos sectores. La rebelión se produjo el 19 de febrero de 1939 (domingo de carnaval), mientras Benavides se hallaba de excursión en Pisco. Rodríguez ocupó Palacio de Gobierno y ante la tropa reunida en el patio se proclamó jefe interino de la República, anunciando una amnistía general, la convocatoria a una Asamblea Constituyente y elecciones libres. El jefe del Batallón de Asalto de la Guardia Civil del Perú, el mayor GC Luis Rizo Patrón Lembcke (apodado “el loco”, por algunos miembros de la Guardia Civil que conocieron su rigor), avanzó hacia Palacio y con una ráfaga de ametralladora abatió a Rodríguez. Junto con este cayeron un alférez y un guardia. Los demás oficiales comprometidos con el golpe no atinaron a hacer nada y fueron detenidos.
Cirilo Ortega salió de la cárcel poco después y formó una "fracción disidente" del Partido Unión Revolucionaria, con la cual prestó su apoyo a Manuel Prado Ugarteche, el candidato presidencial aliado del presidente Benavides en las elecciones de noviembre de 1939. Pese al triunfo de Manuel Prado, la UR nunca alcanzó protagonismo en el régimen del nuevo presidente y perdió gran cantidad de seguidores. José Quesada Larrea organizó el Frente Patriótico en 1939 con el apoyo de Manuel Vicente Villarán y Luis A. Flores, quienes vivían en el exilio.
Flores regresó en 1945 del exilio en Chile e intentó reorganizar el partido, pero tras la derrota del Eje en la Segunda Guerra Mundial, la caída de los regímenes fascistas y el regreso de la democracia en el Perú, la propuesta de la reformada UR tuvo muy poca acogida entre sus antiguos seguidores. Flores logró ser elegido como senador por el departamento de Piura en 1946 y posteriormente manifestó su apoyo a la dictadura del general Manuel Odría. Pese a esto, el completo desprestigio de la ideología fascista después de 1945 hizo imposible que el Partido Unión Revolucionaria recobrase su antigua fuerza. Finalmente el partido terminó por disolverse para todo efecto a inicios de la década de 1960 tras varios años de agonía.

## Personas destacadas
De las filas de Unión Revolucionaria solo uno fue presidente constitucional del Perú: 
- Luis Miguel Sánchez Cerro (1889-1933): Militar, político.
  - Presidente de la República, 1931-1933.

Entre sus principales líderes históricos se encuentra:
- Luis A. Flores (1899-1969): Abogado, diplomático.
  - Fundador de la Unión Revolucionaria.
  - Presidente del Consejo de Ministros del Perú, 1932.
  - Ministro de Gobierno y Policía del Perú, 1932.
  - Ministro de Marina y Aviación del Perú, 1933.
  - Diputado del Congreso Constituyente del Perú, 1931-1936.
  - Presidente de Unión Revolucionaria, 1933-1960

## Procesos electorales en los que participó

### Elecciones presidenciales

#### Desde fundación hasta 1963
|  | 50.75 % |

|  | 27.22 % |

|  | 22.47 % |

|  | 33.04 % |

|  | 17.82 % |

|  | 28.43 % |

|  | 25.52 % |

### Elecciones parlamentarias

#### Congreso bicameral
|  | 17.8 % |

|  | 28.4 % |

|  | 25.5 % |

## Representantes en el Congreso

### Congreso Constituyente de 1931
| Diputado                                   | Departamento    | Votación |
| ------------------------------------------ | --------------- | -------- |
| Buenaventura Burga Hurtado                 | Amazonas        |          |
| José María Echaíz Ocampo                   | Amazonas        |          |
| Dagoberto Cáceres                          | Ancash          |          |
| Gonzalo Salazar                            | Ancash          |          |
| Ignacio A. Ramos                           | Ancash          |          |
| Clemente Revilla Villanueva                | Arequipa        | 10 603   |
| Elías Lozada Benavente                     | Arequipa        | 10 420   |
| Carlos Chirinos Pacheco                    | Arequipa        | 9 700    |
| Pompeyo Revilla Villanueva                 | Arequipa        | 9 188    |
| Carlos Meneses Cornejo                     | Arequipa        | 9 174    |
| Ernesto Lizárraga                          | Arequipa        | 9 158    |
| Manuel Maldonado                           | Arequipa        | 9 135    |
| Daniel T. Huaco                            | Arequipa        | 8 238    |
| Fortunato A. Canales                       | Ayacucho        |          |
| Rómulo Parodi García                       | Ayacucho        |          |
| Jorge M. Rosenthal                         | Ayacucho        |          |
| Godofredo Madueño                          | Ayacucho        |          |
| Benedicto Cevallos Chávez                  | Cajamarca       |          |
| Víctor Puga y Puga                         | Cajamarca       |          |
| Jorge Sousa Miranda                        | Cajamarca       |          |
| Guillermo Hoyos Osores                     | Cajamarca       |          |
| Lorenzo Esparza                            | Cajamarca       |          |
| Segundo Rodríguez Revoredo                 | Cajamarca       |          |
| José María Tirado                          | Callao          | 4 039    |
| Oscar Medelius Ferrer                      | Callao          | 5012     |
| Eufrasio Muñiz                             | Cuzco           | 2741     |
| Félix Cosío Medina                         | Cuzco           | 4219     |
| Luis Velasco Aragón                        | Cuzco           | 3319     |
| Luis Rafael Casanova Zúñiga                | Cuzco           | 2577     |
| Mariano Velasco                            | Cuzco           | 3461     |
| Ricardo Monteagudo Canal                   | Cuzco           | 4365     |
| Manuel Jesús Gamarra                       | Cuzco           | 5738     |
| Enrique Villagarcía Humaga                 | Ica             |          |
| José Matías Manzanilla                     | Ica             |          |
| Gonzalo Carrillo Benavides                 | Ica             |          |
| Enrique Escardó Salazar                    | Ica             |          |
| Javier Luis Calmell del Solar              | Junín           |          |
| Domingo Sotil                              | Junín           |          |
| Justo Arriola                              | Junín           |          |
| Moisés Velarde                             | Junín           |          |
| Abelardo L. Solís                          | Junín           |          |
| Andrés A. Freire                           | Junín           |          |
| Ernesto Delgado Gutiérrez                  | Lambayeque      |          |
| Luis Antonio Eguiguren Escudero (Renuncio) | Lima            | 43,492   |
| Luis Alberto Flores Medina                 | Lima            | 35,500   |
| Julio Padilla Abril                        | Lima            | 35,129   |
| Gerardo Balbuena Carrillo                  | Lima Provincias | 37,378   |
| Francisco R. Lanatta                       | Lima Provincias | 35,129   |
| Carlos Sayán Álvarez                       | Lima Provincias | 36,626   |
| Carlos Guerra                              | Lima Provincias | 35,177   |
| Víctor Mendivil                            | Lima Provincias | 34,471   |
| Alfredo Herrera                            | Lima Provincias | 36,006   |
| Víctor Manuel Arévalo                      | San Martín      |          |
| Carlos Artadi                              | Piura           |          |
| Ernesto Merino Rivera                      | Piura           |          |
| Pablo Sánchez Cerro                        | Piura           |          |
| Matías E. Prieto                           | Piura           |          |
| José Portocarrero Carrazco                 | Piura           |          |
| Lucio Fuentes Aragón                       | Puno            |          |
| Manuel E. Cordero                          | Puno            |          |
| J. Eduardo Beroldo                         | Puno            |          |
| M. Wenceslao Delgado                       | Puno            |          |
| Absalón Madrid Miró                        | Tumbes          |          |
| Héctor Montano                             | Tumbes          |          |